# Praça Maior de Lima

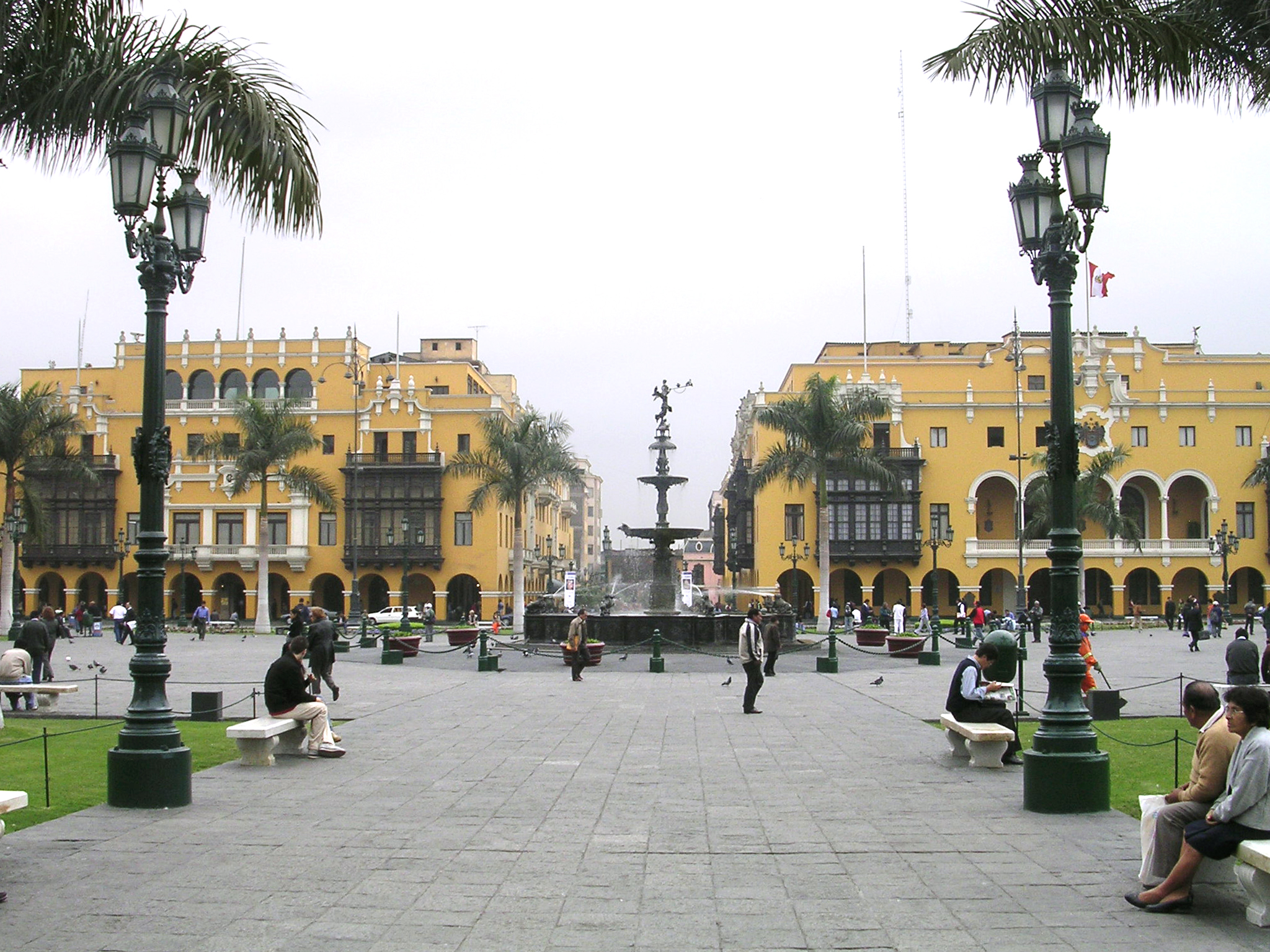
Vista da Praça Maior de Lima para o edifício da Municipalidade de Lima (direita).

A Praça Maior ou Praça de Armas de Lima, sítio de fundação da cidade de Lima, capital do Peru, é o principal espaço público da cidade. Localizada no centro histórico de Lima, ao seu redor se encontram os edifícios do  Palácio de Governo, a Catedral de Lima, o Palácio Arquiepiscopal de Lima, o Palácio Municipal de Lima e do Clube da União.
A praça das armas se encontra circundada pelo Jirón Junín, o Jirón de la Unión, o Jirón Huallaga e o Jirón Carabaya.

## O entorno
| Lado Norte |                     |  |  |            |
| Lado Oeste |                     |  |  | Lado Leste |
|            |                     |  |  |            |
|            | PRAÇA MAIOR DE LIMA |  |  |            |
|            |                     |  |  |            |
|            |                     |  |  |            |
| Lado Sul   |                     |  |  |            |

Praça das Armas de Lima, sitio de fundação da cidade de Lima, capital do Peru, é o principal espaço público da cidade. Localizada no centro histórico de Lima, ao seu redor se encontram os edifícios do Palácio de Governo, a Catedral, o Palácio Arquiepiscopal, o Palácio Municipal de Lima e o Clube da União. 
Também está a Passagem Olaya e a Passagem Santa Rosa.